# Penyes d'en Castellví
Les Penyes d'en Castellví és una serra situada al municipi de Molins de Rei a la comarca del Baix Llobregat, amb una elevació màxima de 250 metres.